# HP-65

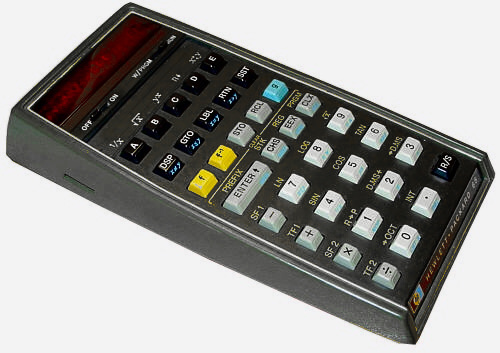
Calculatrice HP-65.

La HP-65 est la première calculatrice portable programmable utilisant des cartes magnétiques comme support mémoire. Bien que de capacités limitées, on peut considérer qu'il s'agit du premier ordinateur portable autonome de l'histoire.
Bill Hewlett avait exprimé le besoin que la calculette tienne dans la poche de sa chemise. C'est ce qui explique la profondeur décroissante de la machine. Les cartes magnétiques sont insérées du côté épais de la calculatrice, sous l'afficheur à DELs. La documentation des programmes de la calculatrice est très complète, et inclut des algorithmes pour des centaines d'applications, dont des solutions pour les équations différentielles, l'estimation des prix des actions boursières, les statistiques, etc.

## Historique
Créée en 1974 par Hewlett-Packard, elle était considérée comme une merveille de l'électronique moderne avec ses neuf registres de stockage et sa mémoire pouvant retenir 100 instructions. Elle utilisait la notation polonaise inversée et en conséquence, le calcul et la programmation était fondée sur l'utilisation d'une pile. 
La machine est introduite aux États-Unis aux prix de 795 $. En mars 1974, la revue Science et Vie annonce que la machine est en vente en France pour 4 950 F HT (soit 4 200 € de 2022, le prix d'une petite voiture de l'époque), ce qui en fait la calculatrice programmable la plus chère au monde.
Son successeur est la HP-67, dotée d'une plus grande capacité mémoire.

## Description

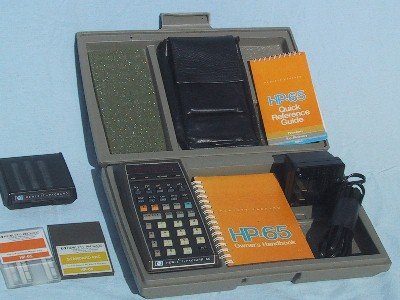
Kit complet accompagnant la calculatrice HP-65.

La HP-65 est la machine qui a introduit les « hautes » touches en forme de trapézoïde qui deviendront la signature de beaucoup de générations de calculatrices HP. Chacune des touches avait jusqu'à quatre fonctions. En plus de la fonction « normale », indiquée sur la touche, une fonction « jaune » est signalée sur le châssis au-dessus de la touche, et une fonction « bleue » est imprimée sur la surface inclinée de la touche.
On accédait à ces fonctions en appuyant sur la touche de préfixe jaune « f » ou la touche bleue « g ». Par exemple, « f » suivi de « {\displaystyle 4} » déclenchait la fonction sinus, tandis que « g » suivi de « {\displaystyle 4} » calculait {\displaystyle 1/x}. Pour quelques fonctions mathématiques, une touche jaune de préfixe « f−1 » calculait la fonction inverse. Par exemple, « f−1 » suivi de « {\displaystyle 4} » calculait la fonction inverse de sinus ({\displaystyle \sin ^{-1}}).
Les fonctions incluaient la racine carrée, l'inverse, les fonctions trigonométriques (sinus, cosinus, tangente et leurs inverses), l'exponentiation, les logarithmes et la factorielle. La HP-65 fut une des premières calculatrices à inclure une fonction de conversion de base en base, bien qu'elle ne supportât que l'octal (la base 8). La calculatrice pouvait aussi effectuer des conversions entre degrés, minutes, secondes et les radians, tout comme des conversions entre les coordonnées polaires et cartésiennes.

## Programmation

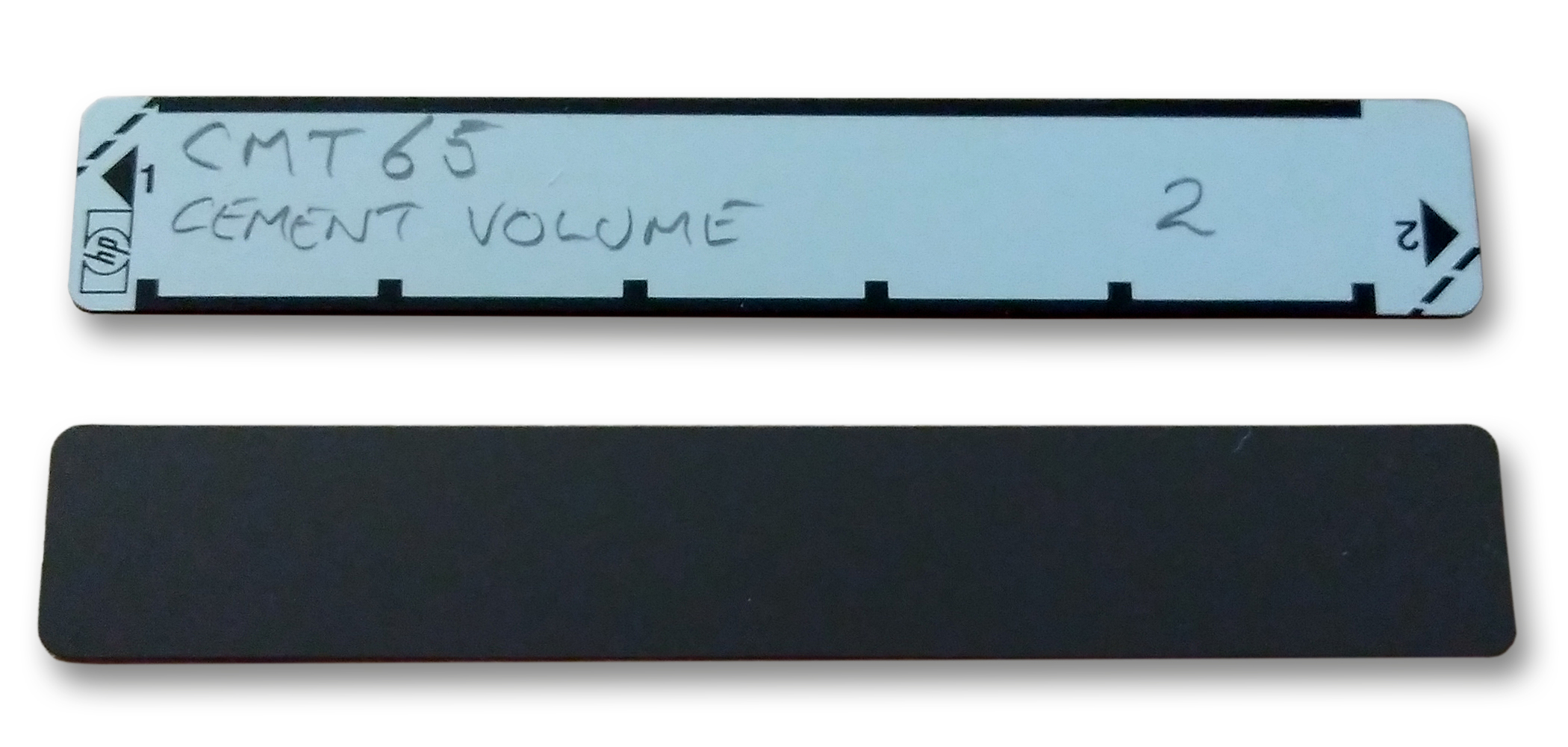
Carte magnétique HP pour stocker des programmes

La HP-65 avait une mémoire pour les programmes qui pouvait atteindre 100 instructions de 6 bits, qui incluaient l'appel vers des sous-routines et le branchement conditionnel, basé sur la comparaison des registres x et y. Quelques-unes des commandes, mais pas toutes, qui étaient entrées à l'aide de touches multiples étaient stockées dans une seule  cellule mémoire. Quand un programme était affiché, les instructions étaient montrées sans numéros de lignes.
Un programme pouvait être sauvegardé sur des cartes magnétiques en mylar (71 mm x 9,5 mm), qui étaient introduites dans le lecteur par un petit moteur électrique, à travers une vis sans fin et un rouleau de caoutchouc, à une vitesse de 6 cm/s. La zone d'enregistrement utilisait seulement la moitié de la largeur de la carte. Alors qu'il était possible de retourner la carte pour stocker un deuxième programme, c'était officiellement non conseillé (contrairement au modèle plus tardif HP-67), parce que l'autre moitié de la carte était en contact avec la roue en caoutchouc pendant les mouvements, causant une abrasion supplémentaire. Quand une carte était insérée dans une fente additionnelle entre l'affichage et le clavier, le texte imprimé sur la carte correspondait à la première ligne de touches du clavier (A - E). Cela servait de rappel pour les raccourcis clavier qui correspondaient aux différents points d'entrée du programme.
Les cartes pouvaient être protégées en écriture en coupant diagonalement le coin en haut à gauche de la carte. HP vendait aussi des programmes pour les applications scientifiques et d'ingéniérie sur des jeux de cartes pré-enregistrées (et protégées en écriture).
La HP-65 avait une « fonctionnalité » par laquelle le registre de stockage R9 était corrompu lorsque l'utilisateur (ou un programme) exécutait certaines fonctions trigonométriques ou effectuait certains tests de comparaison. Ce genre de problèmes était commun dans beaucoup de calculatrices de l'époque. Il était causé par un manque de mémoire — pour des raisons de coût —, de puissance électrique trop faible, ou de miniaturisation. Comme les limitations étaient documentées, il ne s'agissait pas à proprement parler d'un bug.

## Utilisations spécifiques

### Dans l'espace
Les outils de programmation de la HP-65 étaient encore assez rudimentaires, ce qui ne l'a pas empêchée de devenir un objet fétiche, bien qu'onéreux, depuis son utilisation, en 1975, dans la mission Apollo-Soyouz, où elle est devenue la première calculatrice dans l'espace. Comme la HP-41 le serait plus tard avec la navette spatiale américaine, elle avait été embarquée comme solution de secours en cas de problème avec l'ordinateur de guidage d'Apollo. Elle ne fut pas utilisée dans ce cadre, l'ordinateur d'Apollo fonctionnant parfaitement pendant cette mission.

### En sciences
En 1975, Mitchell Feigenbaum, qui utilisait la petite calculatrice HP-65 qui lui avait été donnée par le laboratoire national de Los Alamos, découvrit que le quotient des différences entre les valeurs auxquelles des successions de bifurcations doublent la période, tend à être une constante proche de 4,6692. Ce « quotient de convergence » est maintenant connu comme un des Nombres de Feigenbaum (la première constante).

### Au cinéma
En 1976, le réalisateur Gérard Pirès utilise une HP-65 comme covedette aux côtés de Jean-Louis Trintignant dans le film L'Ordinateur des pompes funèbres. Une scène fait véritablement la promotion de la HP-65 lorsque Fred demande à sa secrétaire « Où est mon HP-65 ? ». On peut voir ensuite un travelling sur la machine en très gros plan. La calculatrice est souvent utilisée pour la préparation et la mise en œuvre du crime, notamment dans la dernière scène où un gros plan sur l'affichage montre un compte à rebours sous la forme 0.07, 0.06, 0.05, avant que n'explose la voiture du psychiatre. Le générique de fin pointe la participation de Hewlett-Packard France.